# Camps de transit et de reclassement pour les harkis
Dans le contexte de la fin de la guerre d'Algérie, une petite partie des anciens harkis et de leurs familles, menacés en Algérie, ont été rapatriés  en France à partir de l'été 1962. C'est l'armée française qui a été chargée de leur  transfert, de l'hébergement et de l'encadrement de l'ensemble des opérations. Pour cela, elle a utilisé différentes structures (dont certaines ont fonctionné successivement, d'autres simultanément) appelées généralement camp de transit et de reclassement, au nombre de six : Bias (Lot-et-Garonne), Bourg-Lastic (Puy-de-Dôme), La Rye - Le Vigeant (Vienne), Larzac-La Cavalerie (Aveyron), Saint-Maurice-l'Ardoise (Gard), Rivesaltes (Pyrénées-Orientales).
Plusieurs de ces structures avaient servi de lieux d'internement ou d'assignation pour différentes personnes : réfugiés espagnols républicains, juifs, tziganes, prisonniers de guerre allemands, Algériens suspectés d'appartenir au FLN, rapatriés asiatiques ou eurasiens d'Indochine…

## Le «rapatriement» des harkis
Selon Pierre Messmer, ministre des Armées en 1962 qui a alors tenté d'interdire l'arrivée des Harkis en France, 21 000 harkis et leur famille  sont accueillis dans les camps en 1962, 15 000 en 1963, 5 000 en 1964 et 1965, soit 41 000 au total. La France n’avait pas prévu de structures d’accueil idoines, et les anciens supplétifs et leur famille seront accueillis dans des conditions très difficiles, souvent dans des lieux qui ont auparavant servi de lieu de regroupements.

## Rôle des camps
Il n'a été précisé officiellement qu'en septembre 1962, par une note du ministre des Rapatriés qui précise : « Le camp doit répondre à un double but :
1) Hébergement temporaire des familles en attendant leur dispersion vers une destination définitive ;
2) Triage des nouveaux débarqués en instance d'acheminement vers d'autres lieux. »
La note précise : « On devra donc se borner à faire des travaux qui assurent la vie communautaire (en chambrées), à l'exclusion de tout aménagement visant à la création de logements familiaux. »

## Ouverture (et fermeture) des deux premiers camps
Les premiers camps ouverts au cours du mois de juin 1962 seront ceux du Larzac (Aveyron), puis de Bourg-Lastic (Puy-de-Dôme). Dans un premier temps, entre le 20 et le 26 juin 1962, 5 620 personnes sont accueillies dans le camp du Larzac, 4 000 le seront en juillet, soit 12 000 au total entre juin et septembre. Chacun de ces deux camps est composé de centaines de tentes, chacune comprenant une à trois familles, soit six à quinze personnes sur 20 m2.
Choisis dans la précipitation, surchargés, situés dans des zones où un hiver rigoureux rend très difficile leur utilisation, ces deux camps sont fermés en octobre 1962. Les populations sont transférées au camp Joffre de Rivesaltes pour les résidents du camp du Larzac et au camp de Saint-Maurice-l’Ardoise pour les résidents du camp de Bourg-Lastic. Cependant, dans certains cas, ce transfert se fait en séparant les familles.

## Les autres camps: vers des fonctions distinctes
Parmi Rivesaltes, la Rye, Saint-Maurice-l'Ardoise et Bias, certains camps d’accueil vont rapidement obéir à des fonctions distinctes :
Le camp de La Rye ouvre douze sections de formation professionnelle pour adulte ainsi qu’un internat de 200 lits accueillant des jeunes garçons, enfants de harkis, âgés de 16 à 17 ans. Un rapport du gouvernement de 1965 indique que plus de 700 rapatriés sont passés par ces stages de formation en 1963-1964. 600 d’entre eux ont reçu, à l’issue du stage, un « certificat de formation pratique, qui par la suite, a beaucoup facilité leur reclassement dans les grandes entreprises du bâtiment ».
Le camp de Bias, désigné officiellement « Centre d’Accueil des Rapatriés d’Algérie (CARA) », est rapidement destiné à accueillir les personnes jugées « incapables » par l’administration : il s'agit des infirmes, des invalides, des  personnes âgées et des veuves, pour lesquels il est indispensable de prodiguer des soins et de fournir un accompagnement médico-social.
Le camp de Saint-Maurice-l’Ardoise, ouvert entre 1962 et 1976, connaît une évolution similaire à celle du camp de Bias. S'il fut l'un des principaux « centres de transit » et qu'il vit arriver et repartir, au cours des premiers mois, près de 6 000 personnes, passé cette phase de transit, le camp ne regroupe plus, au début de l'année 1965, que ceux que l'administration du camp juge « incasables », notion qui mélange l'inaptitude au travail, le manque de ressources et  l'incapacité à vivre « en milieu ouvert » sans assistance sociale et sanitaire. Ainsi, au cours des 10 années qui suivront, le camp va abriter une population stabilisée autour de 800 personnes, composée essentiellement d'infirmes et de blessés de guerre, de veuves et de personnes âgées, de malades souffrant de troubles physiques ou psychologiques, la plupart accompagnés de leurs familles. Lors de l'été 1975, une violente révolte menée par les jeunes qui ont grandi dans le camp entraînera sa fermeture.

## Les conditions de vie dans les camps
L’organisation de la vie familiale s'est heurtée à d’importantes contraintes matérielles : promiscuité du fait de l'occupation des tentes par plusieurs familles ou de la  superficie insuffisante des logements attribués, insalubrité, WC extérieurs collectifs dépourvus d'eau courante, douches collectives peu accessibles, manque de couchage mais aussi de chaises pour toute la famille. Et surtout, certaines familles souffrent de déséquilibres alimentaires.
Les témoignages concernant le camp de Bias (par exemple celui de Patrick Jammes, médecin du camp) ou celui de Saint-Maurice l'Ardoise  décrivent une situation très dégradée. L'ancien délégué interministériel aux rapatriés, Guy Forzy, souligne, plus généralement, que les camps d’accueil « sont des camps militaires très sévères avec un couvre-feu à 22 heures. Les enfants ne sont pas scolarisés dans les écoles du village ».
Chaque camp d’accueil fonctionne de manière autonome, en autarcie, avec son règlement propre édicté par le directeur du camp. C’est ainsi que le règlement intérieur du camp de Bias impose aux familles la levée des couleurs et le couvre-feu à 18 heures (ou 22 heures selon les sources). La note de service du directeur du camp, donne un aperçu d’une situation qui reste exceptionnelle. L’administration contrôle également le courrier et les colis qui sont ouverts. L’usage des douches est aussi réglementé, limitées à une fois par semaine et facturées 0,08 €.
Sur le plan social, les familles bénéficient de prestations sociales mais elles ne les touchent pas : en fait, le ministère des Rapatriés les réaffecte au financement de dépenses de fonctionnement des camps. Ainsi les allocations familiales « étaient versées sur un compte spécial du service social nord-africain qui servit à financer les lieux de relégation ». La gestion des fonds est parfois opaque.
Ces conditions de vie misérables et oppressantes ont des conséquences sur l’état physique et moral des personnes : beaucoup, dont des enfants, deviennent dépressifs. C’est ainsi que certains, adultes et enfants, se retrouvent internés en hôpital psychiatrique. Souhaitant intégrer au mieux les familles de harkis, les animatrices de promotion sociale, affectées dans les camps, choisissent parfois des prénoms français pour les nouveau-nés. Certains directeurs de camps imposent également un prénom français aux enfants et si leurs parents refusent, ces derniers risquent des mesures de rétorsions.

## Fermeture progressive et définitive des camps, reclassement et dispersion
Assez rapidement, certains anciens  harkis ont pu s’établir à l'extérieur de ces camps, soit pour aller vers d'autres structures encadrées (les hameaux de forestage), soit pour s'établir en dehors de toute structure : par exemple dans le village de Saint-Valérien dans l’Yonne grâce à des initiatives privées et au soutien du ministère des Rapatriés en 1964. Dans la Somme, des familles kabyles, originaires de la commune d’Iflissen (Algérie), s’installent à Poix-de-Picardie sous la protection de la famille Abdellatif. L’action conjuguée d’un lieutenant et de son sergent-chef a permis l’installation à Vic-le-Comte, dans le Puy-de-Dôme, d’une centaine de personnes originaires du même douar. Le jumelage de la commune de Château-Renault, en Indre-et-Loire, avec la commune d’Arris avant l’indépendance de l’Algérie ainsi que la possibilité de trouver un emploi dans l’industrie de la chaussure ont ici aussi aidé les familles de harkis à s’adapter plus facilement.
Comme on l’a vu précédemment, les camps de Bourg-Lastic et du Larzac sont fermés avant l’hiver 1962. Le camp de Rivesaltes ne compte plus, à la fin de l’année 1964, que quelques familles jugées inaptes à tout reclassement. L’armée ferme alors le camp et la vingtaine de familles restante s’installe à proximité immédiate du camp Joffre, dans un hameau appelé « Cité du Réart » dont la construction est décidée par le maire de Rivesaltes. Trop loin pour être intégrée à la commune, seulement "rattrapée" par le développement de la Zone d'Activités Économiques par l'Ouest et par des inondations à répétition par le Sud (1999, 2005, 2013, 2014), la destruction de la cité du Réart a commencé le Mercredi 28 octobre 2015.
En revanche, les camps de Bias et de Saint-Maurice-l’Ardoise ne connaissent pas le même destin. La situation générale des familles a peu évolué depuis leur arrivée. La discipline, le pouvoir hiérarchisé, la promiscuité entre les résidents, l’insalubrité des logements, la précarité sanitaire, sociale et économique sont des facteurs qui conduisent les jeunes de ces deux camps et des hameaux forestiers à une révolte en mai 1975. À Saint-Maurice-l’Ardoise, la crise est telle que le directeur du cabinet du préfet du Gard[Qui ?] propose dans son rapport adressé le 23 mai à la direction de la population et des migrations de relever de ses fonctions l’ensemble de l’administration européenne de la cité.
Dans ce contexte, le Conseil des ministres du 6 août 1975 prend la décision de fermer les camps et les hameaux de forestage. Cependant si la tutelle administrative disparaît, toutes les familles de harkis ne quittent pas les lieux d’accueil et ces structures subsistent après 1975. À Saint-Maurice-l’Ardoise, un dispositif d’aide à la recherche de logement mis en place par la DDASS permet à des familles de quitter le camp. De 1975 à 1976, le reclassement des dernières familles se déroule à un rythme inégal.
Malgré les dispositifs mis en place, le programme de relogement n’atteint pas ses objectifs. Dans une lettre qu’il adresse aux préfets, le ministre de l’Intérieur, Michel Poniatowski, se plaint notamment des mesures discriminatoires dont sont victimes les anciens harkis et du fait que le programme de relogement financé au titre du groupe interministériel permanent pour la résorption de l’habitat insalubre se réalise trop lentement (sur 500 logements programmés en 1975, à peine plus d’un dixième est achevé).
À la difficulté d’être relogées, s’ajoute, pour les familles, la difficulté de s’adapter à un environnement social, économique et culturel qui leur est étranger du fait de leur long isolement. Même s’ils ont vécu dans une grande précarité, les plus âgés sont finalement réticents à quitter les camps. Ayant vécu depuis leur rapatriement pour certains, ou depuis leur naissance pour d’autres, dans un monde clos et isolé, les jeunes aussi parviennent difficilement à s’adapter à l’extérieur. En témoigne la fréquence des retours au camp de ces jeunes, qui l’ayant quitté pour entrer au collège ou suivre une formation professionnelle, y revenaient devant le constat de leur difficulté ou de leur peur à vivre ailleurs que dans le camp.